# Peugeot 208 Rally4
La Peugeot 208 Rally4 è una variante da competizione della Peugeot 208 II omologata per la categoria Rally4, prodotta dal 2020 e sviluppata dal reparto corse della casa automobilistica francese Peugeot per competere nell campionati nazionali ed europeo di rally.
Presentata a novembre 2019, la vettura ha esordito al Castelo Branco Rally del Portogallo a luglio 2020. 
La prima vittoria è arrivata l'anno seguente al Rally di Roma Capitale.

## Vittorie nei rally

### Vittorie nell'ERC3
| No. | Anno | Evento                 | Pilota           | Copilota      |
| --- | ---- | ---------------------- | ---------------- | ------------- |
| 1   | 2020 | Rally delle Azzorre    | Josep Bassas Mas | Axel Coronado |
| 2   | 2021 | Rally di Roma Capitale | Josep Bassas Mas | Axel Coronado |
| 3   | 2021 | Rally Barum Zlín       | Josep Bassas Mas | Axel Coronado |
| 4   | 2021 | Rally Serras de Fafe   | Josep Bassas Mas | Axel Coronado |

### Vittorie nell'ERC4
| No. | Anno | Evento                    | Pilota             | Copilota              |
| --- | ---- | ------------------------- | ------------------ | --------------------- |
| 1   | 2022 | Rally Serras de Fafe      | Óscar Palomo Ortiz | Marc Martí            |
| 2   | 2022 | Rally Liepāja             | Óscar Palomo Ortiz | Xavi Moreno           |
| 3   | 2023 | Rally Serras de Fafe      | Roberto Daprà      | Luca Guglielmetti     |
| 4   | 2023 | Rally delle Isole Canarie | Bendegúz Hangodi   | László Bunkoczi       |
| 5   | 2023 | Rally di Roma Capitale    | Roberto Daprà      | Luca Guglielmetti     |
| 6   | 2023 | Rally d'Ungheria          | Norbert Maior      | Francesca Maria Maior |
| 7   | 2024 | Rally d'Ungheria          | Max McRae          | Cameron Fair          |
| 8   | 2024 | Rally di Roma Capitale    | Giorgio Cogni      | Simone Brachi         |
| 9   | 2024 | Rally Barum Zlín          | Patrik Herczig     | Kristóf Varga         |
| 10  | 2024 | Rally Ceredigion          | Max McRae          | Cameron Fair          |
| 11  | 2025 | Rally Sierra Morena       | Sergi Pérez Jr.    | Axel Coronado         |
| 12  | 2025 | Rally di Scandinavia      | Victor Hansen      | Ditte Kammersgaard    |

### Vittorie nel Junior ERC
| No. | Anno | Evento                 | Pilota             | Copilota              |
| --- | ---- | ---------------------- | ------------------ | --------------------- |
| 1   | 2020 | Rally Montelongo       | Josep Bassas Mas   | Axel Coronado         |
| 2   | 2022 | Rally Liepāja          | Óscar Palomo Ortiz | Xavi Moreno           |
| 3   | 2023 | Rally di Roma Capitale | Roberto Daprà      | Luca Guglielmetti     |
| 4   | 2023 | Rally d'Ungheria       | Norbert Maior      | Francesca Maria Maior |
| 5   | 2024 | Rally d'Ungheria       | Max McRae          | Cameron Fair          |
| 6   | 2024 | Rally Ceredigion       | Max McRae          | Cameron Fair          |
| 7   | 2025 | Rally Sierra Morena    | Sergi Pérez Jr.    | Axel Coronado         |

## Scheda tecnica
| Caratteristiche tecniche - Peugeot 208 Rally4                    | Caratteristiche tecniche - Peugeot 208 Rally4                    | Caratteristiche tecniche - Peugeot 208 Rally4                    | Caratteristiche tecniche - Peugeot 208 Rally4           | Caratteristiche tecniche - Peugeot 208 Rally4           | Caratteristiche tecniche - Peugeot 208 Rally4           |
| ---------------------------------------------------------------- | ---------------------------------------------------------------- | ---------------------------------------------------------------- | ------------------------------------------------------- | ------------------------------------------------------- | ------------------------------------------------------- |
|                                                                  |                                                                  |                                                                  |                                                         |                                                         |                                                         |
| Configurazione                                                   |                                                                  |                                                                  |                                                         |                                                         |                                                         |
| Carrozzeria: 2 volumi 5 porte                                    | Carrozzeria: 2 volumi 5 porte                                    | Posizione motore: anteriore traversale                           | Posizione motore: anteriore traversale                  | Trazione: anteriore                                     | Trazione: anteriore                                     |
| Dimensioni e pesi                                                |                                                                  |                                                                  |                                                         |                                                         |                                                         |
| Posti totali: 2                                                  | Posti totali: 2                                                  | Bagagliaio:                                                      | Bagagliaio:                                             | Serbatoio: 60                                           | Serbatoio: 60                                           |
| Masse                                                            | a vuoto: 1080 kg                                                 | a vuoto: 1080 kg                                                 | a vuoto: 1080 kg                                        | a vuoto: 1080 kg                                        | a vuoto: 1080 kg                                        |
| Meccanica                                                        |                                                                  |                                                                  |                                                         |                                                         |                                                         |
| Tipo motore: Tre cilindri in linea a ciclo Otto                  | Tipo motore: Tre cilindri in linea a ciclo Otto                  | Tipo motore: Tre cilindri in linea a ciclo Otto                  | Cilindrata: 1199 cm³                                    | Cilindrata: 1199 cm³                                    | Cilindrata: 1199 cm³                                    |
| Distribuzione: bialbero 12 valvole                               | Distribuzione: bialbero 12 valvole                               | Distribuzione: bialbero 12 valvole                               | Alimentazione: iniezione diretta elettronica multipoint | Alimentazione: iniezione diretta elettronica multipoint | Alimentazione: iniezione diretta elettronica multipoint |
| Accensione: Elettronica Magneti Marelli                          | Accensione: Elettronica Magneti Marelli                          | Accensione: Elettronica Magneti Marelli                          | Impianto elettrico:                                     | Impianto elettrico:                                     | Impianto elettrico:                                     |
| Frizione: A doppio disco in ceramica e metallo, diametro 183 mm. | Frizione: A doppio disco in ceramica e metallo, diametro 183 mm. | Frizione: A doppio disco in ceramica e metallo, diametro 183 mm. | Cambio: sequenziale a 5 rapporti con comando meccanico  | Cambio: sequenziale a 5 rapporti con comando meccanico  | Cambio: sequenziale a 5 rapporti con comando meccanico  |
| Telaio                                                           |                                                                  |                                                                  |                                                         |                                                         |                                                         |
| Corpo vettura                                                    | monoscocca acciaio                                               | monoscocca acciaio                                               | monoscocca acciaio                                      | monoscocca acciaio                                      | monoscocca acciaio                                      |
| Sospensioni                                                      | anteriori: McPherson / posteriori: assale rigido                 | anteriori: McPherson / posteriori: assale rigido                 | anteriori: McPherson / posteriori: assale rigido        | anteriori: McPherson / posteriori: assale rigido        | anteriori: McPherson / posteriori: assale rigido        |
| Freni                                                            | anteriori: dischi autoventilanti / posteriori: dischi            | anteriori: dischi autoventilanti / posteriori: dischi            | anteriori: dischi autoventilanti / posteriori: dischi   | anteriori: dischi autoventilanti / posteriori: dischi   | anteriori: dischi autoventilanti / posteriori: dischi   |
| Altro                                                            |                                                                  |                                                                  |                                                         |                                                         |                                                         |
| Note                                                             | [ 6 ]                                                            | [ 6 ]                                                            | [ 6 ]                                                   | [ 6 ]                                                   | [ 6 ]                                                   |